# Варийас, Антуан
Антуа́н Варийа́с (фр. Antoine Varillas; 1624, Гере — 9 июня 1696, Париж) — французский историк, прославившийся своим трудом «История ересей».

## Биография и творчество
Его отец был прокурором. По окончании курса наук, в звании воспитателя нескольких юношей, он приехал с ними в Париж; через покровительство получил в 1648 году должность историографа герцога Орлеанского, Гастона, но оставался недолго.
Успев сблизиться со знаменитым Пьером Дюпюи, главным библиотекарем королевской библиотеки, Варийас разобрал множество рукописей и сделал из них много выписок. Заметив такое трудолюбие, Дюпюи ходатайствовал, чтобы Варийаса назначили помощником библиотекаря. Оставался в этой должности и при преемнике Дюпюи; при Кольбере ему было поручено сверить копию Бриенских манускриптов с оригиналами в библиотеке, но он исполнил это дело с такой небрежностью, что получил отставку.
Варийас удалился в монастырь св. Косьмы и там трудился над историей Франции. Ещё до издания его сочинение распространилось в свете и принесло автору известность даже за рубежом. В 1669 году Голландские штаты предложили ему значительную пенсию, чтобы он написал историю Соединённых Нидерландов, на что он отказался. Кольбер лишил его пенсии за службу при библиотеке. Архиепископ парижский, де Гале, изнав, что Варийас готовил к изданию «Историю ересей» и о несправедливости министра, назначил Варийасу в 1670 году пенсию из церковных денег; что навлекло на автора гнев французских протестантов. Как только «История ересей» была издана, началась ожесточённая критика Бюрнета и Ларока, обвинивших Варийаса в пристрастии и неверности фактов. Тогда Варийаса стали считать романистом, а не историком, и слава его закатилась. Он умер в 1696 году 72-х лет от роду.

## Труды
- Его многотомная «История Франции» (Histoire de France; Париж, 1683 и после) заключает в себе правление королей от Людовика XI до Генриха IV включительно;
- «Политика Австрийского дома» (Politique de la maison d’Autriche, П., 1658);
- «Флоренитийские анекдоты или тайная история дома Медичи» (Anecdotes de Florence, ou l’Histoire secrète de la maison de Médicis, Гаага, 1685);
- «Политика Фердинанда-Католика» (Politique de Ferdinand le Catholique, Амстердам);
- «История религиозных переворотов, случившихся в Европе» — известная как «История ересей» (Histoire des révolutions arrivées dans l’Europe en matière de religion, П., 1686—1689).